# La Doré
La Doré är en kommun av typen socken (municipalité de paroisse) i provinsen Québec i Kanada. Den ligger i regionen Saguenay–Lac-Saint-Jean, i den östra delen av landet, 400 km nordost om huvudstaden Ottawa. Antalet invånare var 1 359 vid folkräkningen 2021. Landarean är 289 kvadratkilometer.